# Yonibana
Yonibana é uma cidade da Serra Leoa. Localiza-se no distrito de Toncolili, na província do Norte.